# Beale Street (Film)
Beale Street (Originaltitel: If Beale Street Could Talk) ist ein Filmdrama von Barry Jenkins, das auf einem gleichnamigen Roman von James Baldwin (dt. Titel: Beale Street Blues) basiert. Seine Weltpremiere feierte der Film am 9. September 2018 beim Toronto International Film Festival.
Wie bereits Moonlight, der im Rahmen der Oscarverleihung 2017 als bester Film ausgezeichnet wurde, produzierte Adele Romanski den Film. Zudem arbeitete der Regisseur abermals mit dem Kameramann James Laxton sowie den Filmeditoren Joi McMillon und Nat Sanders zusammen, ferner komponierte auch Nicholas Britell wieder die Filmmusik.
Im Rahmen der Verleihungen der Golden Globe Awards 2019 sowie der Oscarverleihung 2019 wurde Regina King als beste Nebendarstellerin ausgezeichnet.

## Handlung
In den 1970ern in Harlem. Der 22-jährige Kunsthandwerker Alonzo Hunt, genannt Fonny, und die 19-jährige Verkäuferin Clementine Rivers, genannt Tish, sind ein Liebespaar. Als Fonny fälschlicherweise beschuldigt wird, die Puertoricanerin Victoria Rogers vergewaltigt zu haben, obwohl er ein Alibi hat und er sich demnach gar nicht in der Nähe des Tatortes befunden haben kann, muss er ins Gefängnis. Dort besucht ihn Tish und erzählt ihm, dass sie schwanger ist. Mit großer Zuversicht erklärt sie ihm, dass sie ihn rausbringen werde, bevor das Baby geboren wird. Tishs Mutter Sharon, ihr Vater Joseph und ihre ältere Schwester Ernestine nehmen die Nachricht von der Schwangerschaft positiv auf. Anders sieht es bei Fonnys Familie aus, als sie sie darüber informieren. Es kommt zum Streit zwischen Tishs Familie und Fonnys Mutter Alice und den beiden Schwestern Sheila und Adrienne, bei dem viele böse Worte fallen. Fonnys Mutter hält Tish für nicht gut genug für ihren Sohn und glaubt, das Kind sei in Sünde gezeugt worden.
Zwar können Tish und Daniel ihm für den Abend ein Alibi geben, doch sein bester Freund landet immer wieder im Gefängnis. Durch ihn hatte Fonny bereits gehört, wie leicht man als Afroamerikaner grundlos im Gefängnis landen kann und dass auch dort die Gewalt kein Ende hat. Nun erfährt Fonny dies am eigenen Leib und verzweifelt immer mehr. Tishs Familie und Fonnys Vater Frank versuchen mit allen Mitteln, seine Unschuld zu beweisen. Nachdem Joseph und Frank durch den Verkauf gestohlener Kleider genügend Geld verdient haben, fliegt Sharon nach Puerto Rico, wohin das Vergewaltigungsopfer Victoria Rogers geflüchtet ist, um sie von ihrer Zeugenaussage abzubringen. Dies misslingt und Victoria taucht daraufhin unter, was den Prozess gegen Fonny weiter verzögert. Sharon hilft ihrer Tochter, einen Sohn zur Welt zu bringen. Fonny verständigt sich mit der Staatsanwaltschaft auf eine reduzierte Strafe und bekennt sich schuldig, denn nun steht seine Aussage gegen die von Officer Bell, dem zweiten Hauptzeugen.
Auch Jahre später hat Tish die Beziehung nicht beendet, und mit dem gemeinsamen Sohn Alonzo besucht sie Fonny regelmäßig im Gefängnis.

## Produktion

### Literarische Vorlage
„Wenn die Gesellschaft im kollektiven Sinn zerfällt, wird die kleinere menschliche Einheit immer wichtiger.“

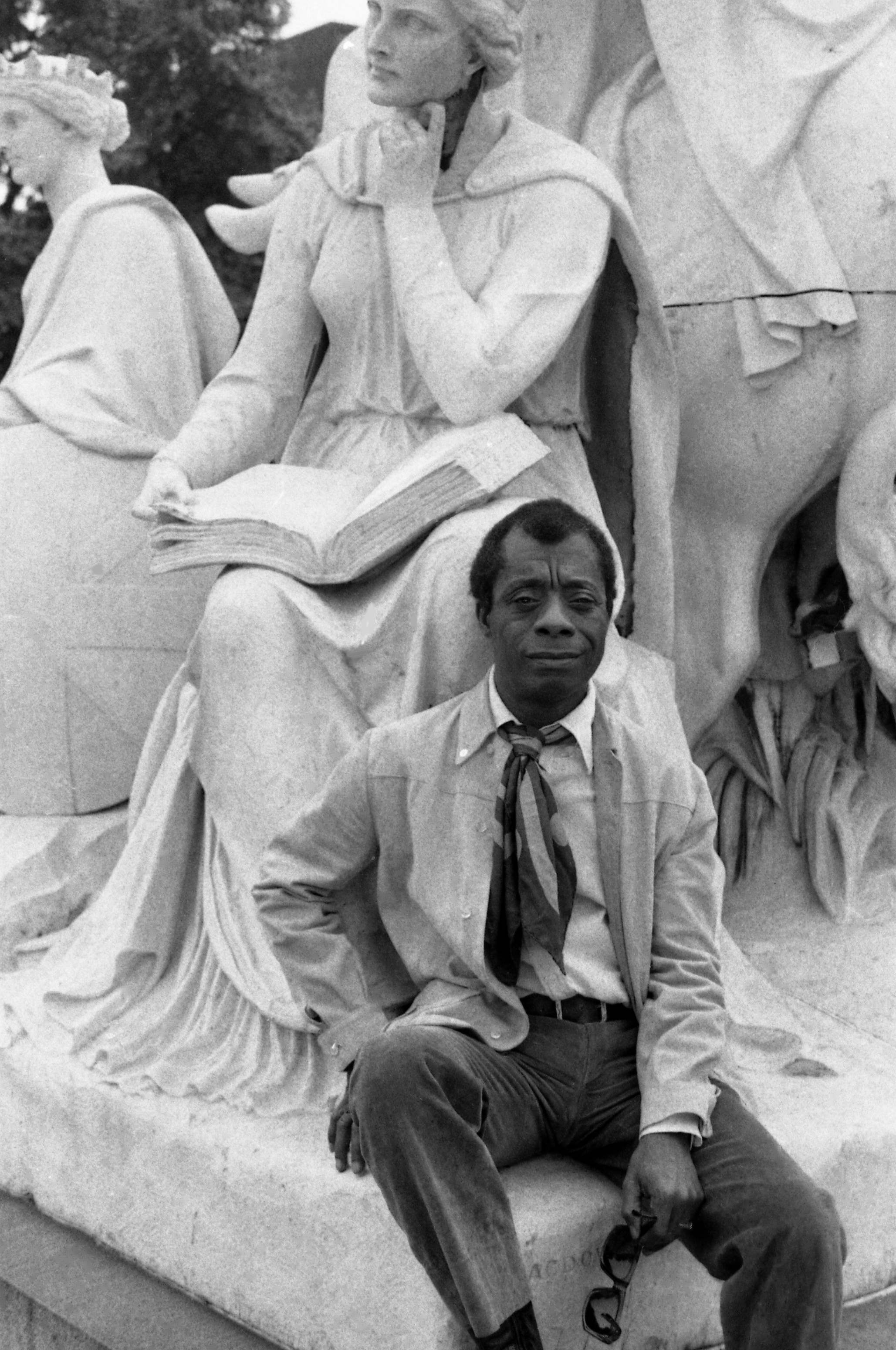
Der Film basiert auf dem Roman If Beale Street Could Talk von James Baldwin

Der Film basiert auf dem Roman If Beale Street Could Talk von James Baldwin aus dem Jahr 1974. Als Inspiration diente Baldwin der Fall seines Freundes Tony Maynard, der eines Mordes angeklagt wurde, den er nicht begangen hatte, und sechs Jahre im Gefängnis verbringen musste. Baldwin war der Überzeugung, dass das US-Gefängnissystem in gewisser Hinsicht eine Fortsetzung der Sklaverei mit anderen Mitteln darstellt.
Die Schriftstellerin Joyce Carol Oates erklärte in der New York Times kurz nach der Veröffentlichung von Baldwins Roman, dieser habe als Schriftsteller eine Karriere gehabt, die eigentlich keine war. In den letzten Jahren sei er sowohl gelobt als auch aus den falschen Gründen angeprangert worden. In einigen Kreisen sei seine Arbeit sogar gelobt worden, möglicherweise ohne gelesen worden zu sein, was das schlimmste Schicksal für einen ernsthaften Schriftsteller sein muss, so Oates. Baldwins Geschichte basiere so offensichtlich auf der Realität, dass sie als zeitlos empfunden wird, so Oates. If Beale Street Could Talk sei eine sehr bewegende Hommage an die Liebe, nicht nur die Liebe zwischen einem Mann und einer Frau, sondern auch die Liebe zwischen den Mitgliedern einer Familie. Die schlanke Erzählung schaffe es, vieles gleichzeitig zu sein, sei fast poetisch konstruiert und könne sicherlich als eine Art Allegorie gelesen werden, die konventionelle Gewaltausbrüche ablehnt und es vorzieht, die vergängliche Natur unseres Lebens zu betonen, so Oates weiter.
Ein 22-jähriger schwarzer Mann, ein Bildhauer, wird im Roman verhaftet und wegen eines angeblichen Verbrechens, der Vergewaltigung einer Frau aus Puerto Rico, inhaftiert, obwohl er die Tat nicht begangen hat. Bei einer Gegenüberstellung ist er der einzige Schwarze in einer Reihe von Männern, und die verstörte Frau, die ihn identifiziert, scheint von einem weißen Polizisten beeinflusst worden zu sein. Der Umstand, dass seine Verlobte Tish schwanger ist, bewahrt den Mann davor, völlig zu verzweifeln. Am Ende des Romans wird Fonny auf Kaution freigelassen und sein Prozess auf unbestimmte Zeit verschoben. Nun ist er weder frei noch inhaftiert, kann aber wenigstens in die Welt der Lebenden zurückkehren. Fast zur gleichen Zeit, als Fonny freikommt, begeht sein Vater Selbstmord.
Trotz des in Teilen tragischen Endes sei der Roman letztlich von Optimismus geprägt, so Oates, da er die starken Bande zwischen Mitgliedern einer unterdrückten Minderheit, besonders zwischen Familienmitgliedern betont, was sie in glücklicheren Zeiten wahrscheinlich so nicht erlebt hätten, glaubt Oates: „Wenn die Gesellschaft im kollektiven Sinn zerfällt, wird die kleinere menschliche Einheit immer wichtiger.“ Thomas Schultze von Blickpunkt:Film bemerkt, natürlich sei If Beale Street Could Talk eine Anklage, ein Plädoyer für die Bedeutung von black life lange vor Black Lives Matter, aber mehr noch gehe es um den Kitt, der alles zusammenhält, die Bedeutung von Familie angesichts unüberwindbarer Hürden.
Der Roman wurde 1994 unter dem deutschen Titel Beale Street Blues in einer Übersetzung von Nils Thomas Lindquist von Rowohlt veröffentlicht. Am 20. Juli 2018 wurde er von der dtv Verlagsgesellschaft in einer Neuübersetzung von Miriam Mandelkow ebenfalls mit dem deutschen Titel Beale Street Blues veröffentlicht.

### Stab und Filmaufbau
Regie führte Barry Jenkins, der für den Film auch Baldwins Roman adaptierte. Wie bereits dessen Moonlight wurde der Film von Adele Romanski produziert. Eric Kohn von IndieWire erklärt, die dynamische Charakterisierung des schwarzen Lebens durch Baldwin basierte auf einer unverwechselbaren Sprache und präzisen Bildsprache, die seine scharfe kritische Stimme definierten und sich auch in Jenkins Film widerspiegelten. Der Regisseur lässt den Film mit einem Zitat von Baldwin beginnen. In einer Einblendung im Vorspann ist zu lesen: „Jeder Schwarze in den USA ist in der Beale Street geboren worden, im Schwarzenviertel irgendeiner amerikanischen Stadt – ob in Jackson, Mississippi oder Harlem, New York: Die Beale Street ist unser Erbe.“
Wie die Romanvorlage folgt auch der Film Tishs Perspektive, wobei ihre Off-Stimme durch eine Geschichte voller Zeitsprünge führt. So enthält der Film zahlreiche Rückblenden, die Tishs und Fonnys bisheriges gemeinsames Leben zeigen, Szenen aus ihrer Kindheit, als sie in der Badewanne sitzen, wie sie spazieren, wie er liebevoll ihr erstes Mal vorbereitete, wie sie über den jüdischen Makler Levy zu ihrer ersten gemeinsamen Wohnung gekommen waren und in dieser Nacht ihr Kind zeugten. Einige Male sind im Film Schwarzweißfotos zu sehen, die das Aufeinandertreffen von Afroamerikanern und weißen Polizisten zeigen. Jenkins erklärte im Gespräch mit Philipp Bühler von kinofenster.de, ihre visuelle Recherche zum Film habe sich zum großen Teil auf Fotografien, wie etwa die Werke von Gordon Parks und Roy DeCarava bezogen, und so seien sie auch auf das Schwarzweißfoto namens „Ellen Crying“ aus einer Fotoserie von Parks für das Magazin LIFE gestoßen, das im Film Tishs Erzählung von den „Kindern unserer Zeit“ illustriert. Die zweite Fotostrecke im Film sollte andeuten, was mit diesen Kindern geschehen ist, so Jenkins: „Sie wurden zu den Männern und Frauen, die jetzt gegen das System kämpfen.“
Während sich Fonnys Vater im Roman letztlich umbringt, entschied sich Jenkins dafür, dies in seinem Film wegzulassen. Oswald Iten vom Filmbulletin findet, es sei folgerichtig, dass Jenkins das melodramatische Finale des Romans durch einen Epilog ersetzte und den Film eher versöhnlich denn ironisch mit Billy Prestons Soulversion der inoffiziellen amerikanischen Hymne My Country, ’Tis of Thee enden lasse, mit deren Freiheitsversprechen Let freedom ring! schon Martin Luther King Jr. seine berühmteste Rede vor dem Lincoln Memorial abschloss. Jenkins erklärte, das Buch sei wesentlich bitterer und wütender als der Film, in dem er sich mehr auf der Seite der Liebe, der Familie und der Romantik begeben habe. Ein Teil schwarzen Lebens in den USA sei auch im Buch immer Familie, Liebe und Gemeinschaft gewesen: „Das ist die Idee hinter der Beale Street als einem Ort in Memphis, New Orleans, Los Angeles oder Harlem. Baldwin sagt damit letztlich, dass es eben diese Liebe ist, die Schwarzen in Amerika den Aufbau von Gemeinschaften ermöglicht hat.“

### Besetzung, Dreharbeiten und Filmschnitt

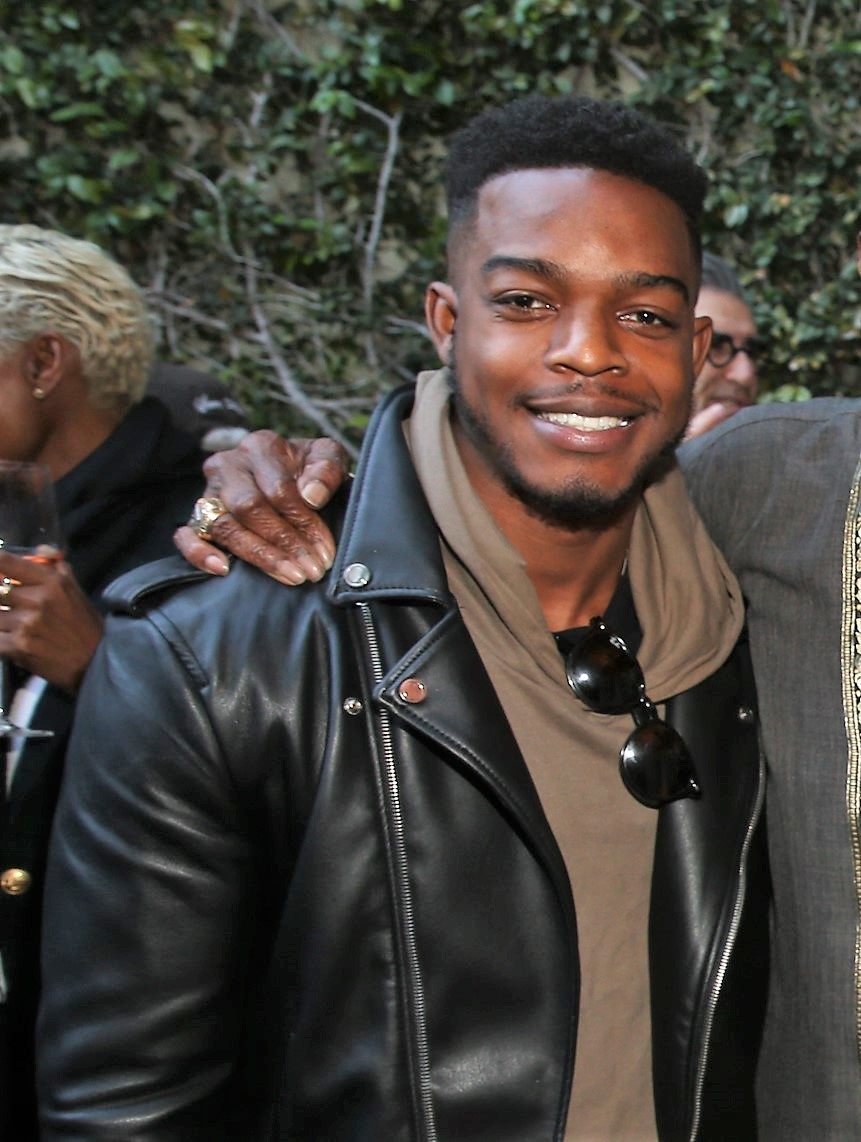
Stephan James übernahm im Film die Rolle von Fonny Hunt

Wie im September 2017 bekannt wurde, übernahm KiKi Layne im Film die Hauptrolle von Tish. Im gleichen Monat wurde bekannt, dass Teyonah Parris im Film eine Rolle erhalten hatte. Sie spielt Tishs Schwester Ernestine. Stephan James spielt Tishs Verlobten Fonny Hunt. Im Oktober stieß Regina King zur Crew. Sie spielt Tishs Mutter Sharon. Colman Domingo spielt Mr. Joseph Rivers, Tishs liebenden Vater, der den Kreuzzug seiner Tochter zu seinem eigenen macht. Im gleichen Monat war ein Casting-Aufruf erfolgt, durch den Jungdarsteller gesucht wurden. Im November 2017 wurde die Besetzung von Diego Luna bekannt. Er spielt Pedrocito, einen Freund von Fonny, der in einem spanischen Restaurant arbeitet. Aunjanue Ellis und Michael Beach sind in den Rollen von Alice und Frank Hunt zu sehen, Fonnys Eltern. Brian Tyree Henry spielt Daniel Carty, einen Freund von Fonny. Seine Schwestern werden von Ebony Obsidian und Dominique Thorne gespielt. Emily Rios spielt im Film das Vergewaltigungsopfer Victoria Rogers. In weiteren Rollen sind Dave Franco als Levy, Ed Skrein als Officer Bell und Finn Wittrock als Hayward zu sehen.
Die Dreharbeiten wurden am 16. Oktober 2017 begonnen. Gedreht wurde in New York. Weitere Aufnahmen entstanden in Puerto Rico. Wie bei Moonlight arbeitete Jenkins für den Film wieder mit dem Kameramann James Laxton und mit den Filmeditoren Joi McMillon und Nat Sanders zusammen.

### Filmmusik. Marketing und Veröffentlichung
Im März 2018 wurde bekannt, dass Nicholas Britell die Filmmusik komponieren soll. Zuvor hatten Jenkins und Britell ebenfalls bei dem Film Moonlight eng zusammengearbeitet. Während Jenkins im Rahmen der Oscarverleihung 2017 für das beste Drehbuch ausgezeichnet wurde, war Britell für die beste Filmmusik nominiert. Chris Evangelista von Slash Film meint Brittels Musik sei ungeheurer leidenschaftlich, und er schaffe es, genau die richtigen Töne zu finden, um einem die Tränen in die Augen zu treiben: „Die Musik ist einfach so unglaublich schön – sie schwillt an und baut sich bis zu dem Punkt auf, an dem sie sich anfühlt, als würde sie einfach zerplatzen vor purer, elektrischer Energie. Die orchestrale Partitur ist praktisch ein Charakter selbst, so allgegenwärtig und imposant.“ Britell greift in der Musik wieder auf Streicher, wie in der Musik zum Film Moonlight zurück, diesmal allerdings mit Jazz-Klängen. Diese Musikrichtung war auch als Namensgeber für die Romanvorlage des Films von Bedeutung. Für den Titel von James Baldwins If Beale Street Could Talk entlehnte der Autor eine Zeile aus dem Jazz-Song Beale Street Blues von W. C. Handy, den dieser 1916 schrieb und zu einem Jazzstandard wurde, so Marietta Steinhart von Zeit Online: „Alle Nigger stammen aus der Beale Street“, schrieb Baldwin in einer Vorbemerkung zum Roman, „die Beale Street ist unser Erbe.“ Die Beale Street, eigentlich eine Straße in Memphis, war dabei zu einer Metapher für die Welt geworden, in die Schwarze gedrängt wurden.
Ein erster Teaser zu If Beale Street Could Talk wurde am 2. August 2018 veröffentlicht. An diesem Datum hätte James Baldwin seinen 94. Geburtstag begangen. Seine Weltpremiere feierte der Film am 9. September 2018 beim Toronto International Film Festival. Im Oktober 2018 erfolgte eine Vorstellung beim New York Film Festival, wo seine US-Premiere erfolgte. Am 14. Dezember 2018 kam er in ausgewählte US-Kinos. Am 8. Februar 2019 soll er in die Kinos im Vereinigten Königreich, am 14. Februar 2019 in die Schweizer am 7. März 2019 in die deutschen und am 8. März 2019 in die österreichischen Kinos. Am 1. März 2021 soll der Film in das Programm von Netflix aufgenommen werden.

## Rezeption

### Altersfreigabe
In den USA erhielt der Film von der MPAA ein R-Rating, was einer Freigabe ab 17 Jahren entspricht. In Deutschland erhielt der Film von der FSK eine Freigabe ab 12 Jahren. In der Freigabebegründung heißt es: „Die Geschichte über den Kampf gegen übermächtigen Rassismus ist einfühlsam und überwiegend ruhig erzählt, integriert dabei auch dokumentarische Aufnahmen und Rückblenden.“ Weiter heißt es, das historische Setting, einige lyrische Passagen und die Betonung des Zusammenhalts der Liebenden und ihrer Familien biete ausreichend Entlastung, sodass ab 12-Jährige den Film ohne Beeinträchtigung verarbeiten können.

### Kritiken und Einspielergebnis
Der Film stieß bislang auf die Zustimmung von 95 Prozent aller Kritiker bei Rotten Tomatoes und erreichte hierbei eine durchschnittliche Bewertung von 8,6 der möglichen 10 Punkte. Zudem ging der Film aus den 20th Annual Golden Tomato Awards in der Kategorie Best-Reviewed Romance Movies 2018 als Zweitplatzierter hervor. Mehrfach verglichen Kritiker den Film mit Werken von Wong Kar Wai, besonders sei er jedoch eine Hommage an dessen In the Mood for Love.

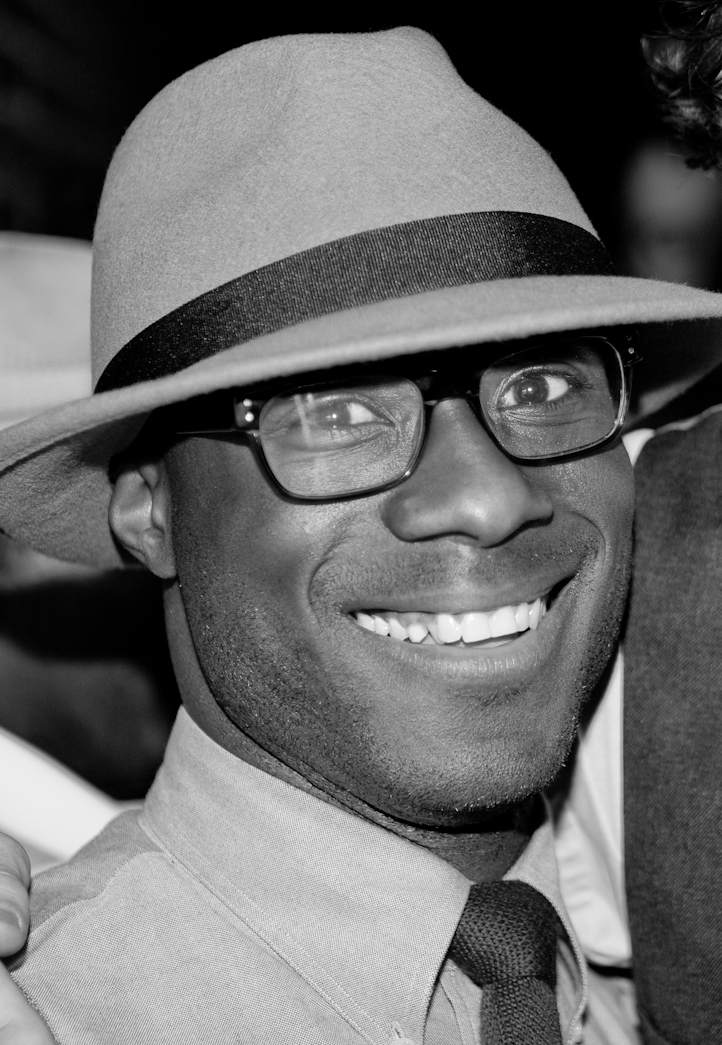
Barry Jenkins adaptierte James Baldwins Roman If Beale Street Could Talk für den Film und führte Regie

David Rooney von The Hollywood Reporter meint, auch bei der Verfilmung von James Baldwins Roman If Beale Street Could Talk habe Barry Jenkins sich wieder einmal mehr als ein hinreißender visueller Stylist, aber auch als ein Geschichtenerzähler von packender emotionaler Intensität, der unerschöpfliche Tiefen in seine Figuren schichten kann, bewiesen, dies ebenso oft mit einem stillen Blick wie mit Worten. Der Film handele von der Würde Schwarzer und von der einigenden Kraft der Liebe als Überlebensmechanismus. Er feiere die stärkende Verbindung zwischen Mann und Frau, aber auch die tiefe Verbundenheit von Familie, Freunden und der Gemeinschaft, so Rooney. Jenkins webe Szenen aus der Zeit des Aufblühens der Beziehung von Fonny und Tish in die Erzählung ein, und diese Gegenüberstellung ihrer zärtlichen romantischen Idylle und der Angst, die mit ihrem Rechtsstreit einhergeht, verleihe dem Film neben seiner aufsteigenden Sinnlichkeit Gewicht. Die parallelen Zeitlinien seien dabei von den Filmeditoren Joi McMillon und Nat Sanders mit durchgängiger Leichtigkeit behandelt worden, so Rooney, und die greifbare Chemie zwischen Kiki Layne und Stephan James machten Tish und Fonny unbestreitbar zum Herzstück des Films. Das exquisite Bühnen- und Kostümdesign der frühen 1970er Jahre, zusammen mit der anmutigen, immer akribisch kalibrierten Bewegung der Kamera von James Laxton, sorgten für ein einzigartiges, verführerisches visuelles Erlebnis, so Rooney: „Selten wurden Gesichter so liebevoll fotografiert.“
Eric Kohn von Indie Wire findet, Jenkins behalte bei seinem Nachfolger zu Moonlight seine eigene tiefgründige, expressionistische Ästhetik mit seinen üppigen Farben und bezaubernden Gesichtern bei, die in wenigen Worten Bände sprächen, was zu einer faszinierenden hybriden Erfahrung führe, wenn Vergangenheit und Gegenwart in einem hypnotisierenden Ausbruch kreativer Leidenschaft verschmelzen.
Martin Schwickert vom Tagesspiegel bemerkt, der Film arbeite nicht mit gängigen Empörungsmustern: „Dass ein Afroamerikaner unschuldig im Gefängnis landet, gehört für die Figuren zum rassistischen Normalzustand.“ Sehr viel effizienter stelle Jenkins dem juristischen Willkürakt eine riesengroße Lovestory gegenüber, wie man sie seit vielen Jahren nicht mehr auf der Leinwand gesehen habe, so Schwickert, und in diesem Konzept offensiver Romantisierung sei jede einzelne Einstellung eine Liebeserklärung an die Figuren und auch an die Hauptdarsteller KiKi Layne und Stephan James: „Die Großaufnahmen, die Jenkins wie kein anderer einzurichten versteht, greifen direkt ins Herz. Gleichzeitig ist der Film das kraftvollste cineastische Bekenntnis, das man sich zur Black Lives Matter-Kampagne vorstellen kann.“
Die weltweiten Einnahmen des Films aus Kinovorführungen belaufen sich auf 20,6 Millionen US-Dollar.

### Einsatz im Schulunterricht
Im März 2019 wurde Beale Street von kinofenster.de als „Film des Monats“ präsentiert. Zudem empfiehlt das Onlineportal ihn für die Unterrichtsfächer Deutsch, Englisch, Geschichte, Politik, Sozialkunde/Gemeinschaftskunde, Ethik und Kunst und bietet Materialien zum Film für den Unterricht. Dort schreibt Esther Buss, die Geschichte von Tish und Fonny in ihrer Beschreibung von Alltagserfahrungen wie Unterdrückung und Diskriminierung sei die Geschichte aller Afroamerikaner, und der institutionelle Rassismus spiegele sich nicht zuletzt in den Gefängnisstatistiken wider: „Noch im Jahr 2016 waren 33 Prozent der Insassen in US-amerikanischen Gefängnissen schwarz (bei einem Bevölkerungsanteil von etwa 12 Prozent)“.

### Auszeichnungen (Auswahl)
Vom American Film Institute wurde If Beale Street Could Talk in die Top 10 der Filme des Jahres 2018 aufgenommen. Im Folgenden eine Auswahl weiterer Auszeichnungen und Nominierungen.
Black Reel Awards 2019
- Nominierung als Bester Film
- Nominierung für die Beste Regie (Barry Jenkins)
- Nominierung für das Beste Drehbuch
- Nominierung als Bester Hauptdarsteller (Stephan James)
- Auszeichnung als Beste Hauptdarstellerin (KiKi Layne)
- Nominierung als Bester Nebendarsteller (Brian Tyree Henry)
- Auszeichnung als Beste Nebendarstellerin (Regina King)
- Nominierung als Bester Nachwuchsdarsteller (Brian Tyree Henry)
- Nominierung als Beste Nachwuchsdarstellerin (KiKi Layne)
- Nominierung als Bestes Ensemble
- Auszeichnung für die Beste Filmmusik
- Auszeichnung für die Beste Kamera
- Nominierung für das Beste Szenenbild
- Nominierung für die Besten Kostüme[45]

British Academy Film Awards 2019
- Nominierung für das Beste adaptierte Drehbuch (Barry Jenkins)
- Nominierung für die Beste Filmmusik (Nicholas Britell)

Critics’ Choice Movie Awards 2019
- Nominierung als Bester Film
- Auszeichnung für das Beste adaptierte Drehbuch (Barry Jenkins)
- Auszeichnung als Beste Nebendarstellerin (Regina King)
- Nominierung für die Beste Filmmusik (Nicholas Britell)[46]

Golden Globe Awards 2019
- Nominierung als Bester Film
- Nominierung für das Beste Drehbuch (Barry Jenkins)
- Auszeichnung als Beste Nebendarstellerin (Regina King)[47]

Gotham Awards 2018
- Nominierung als Bester Film
- Nominierung als Beste Nachwuchsschauspielerin (KiKi Layne)
- Nominierung für den Publikumspreis[48]

Hollywood Music in Media Awards 2018
- Nominierung für die Beste Filmmusik – Spielfilm (Nicholas Britell)[49]

Independent Spirit Awards 2019
- Auszeichnung als Bester Film (Dede Gardner, Barry Jenkins, Jeremy Kleiner, Sara Murphy, Adele Romanski)
- Auszeichnung für die Beste Regie (Barry Jenkins)
- Auszeichnung für die Beste Nebendarstellerin (Regina King)[50]

Los Angeles Film Critics Association Awards 2018
- Auszeichnung als Beste Nebendarstellerin (Regina King)
- Auszeichnung für die Beste Filmmusik (Nicholas Britell)

National Board of Review Awards 2018
- Aufnahme in die Top Ten Filme
- Auszeichnung als Beste Nebendarstellerin (Regina King)
- Auszeichnung für das Beste adaptierte Drehbuch (Barry Jenkins)[51]

National Society of Film Critics Awards 2019
- Auszeichnung als Beste Nebendarstellerin (Regina King)[52]

Oscarverleihung 2019
- Nominierung für das Beste adaptierte Drehbuch (Barry Jenkins)
- Auszeichnung als Beste Nebendarstellerin (Regina King)
- Nominierung für die Beste Filmmusik (Nicholas Britell)

Palm Springs International Film Festival 2019
- Auszeichnung mit dem Chairman’s Award (Regina King)

PEN America LitFest 2018
- Auszeichnung mit dem Award for Screenplay Excellence (Barry Jenkins)[53]

Philadelphia Film Critics Circle Awards 2018
- Auszeichnung für die Beste Regie (Barry Jenkins)
- Auszeichnung als Beste Nebendarstellerin (Regina King)
- Auszeichnung als Beste Nachwuchsschauspielerin (Kiki Layne)[54]

Satellite Awards 2018
- Auszeichnung als Bester Film
- Nominierung für die Beste Regie (Barry Jenkins)
- Nominierung für das Beste adaptierte Drehbuch (Barry Jenkins)
- Nominierung für die Beste Kamera (James Laxton)
- Nominierung für den Besten Filmschnitt (Joi McMillon, Nat Sanders)
- Nominierung für die Beste Filmmusik (Nicholas Britell)
- Auszeichnung als Beste Nebendarstellerin (Regina King)[55]

Savannah Film Festival 2018
- Auszeichnung mit dem Discovery Award (Stephan James)
- Auszeichnung mit dem Discovery Award (KiKi Layne)[56]

Toronto International Film Festival 2018
- First runner-up beim People’s Choice Award (Barry Jenkins)

Writers Guild of America Awards 2019
- Nominierung für das Beste adaptierte Drehbuch (Barry Jenkins)[57]

## Synchronisation
Die deutsche Synchronisation entstand nach  der Dialogregie von Elke Weber-Moore im Auftrag der Christa Kistner Synchronproduktion GmbH, Berlin.
| Darsteller        | Synchronsprecher   | Rolle               |
| ----------------- | ------------------ | ------------------- |
| Kiki Layne        | Lisa May-Mitsching | Tish Rivers         |
| Stephan James     | Tim Knauer         | Alonzo ‘Fonny’ Hunt |
| Regina King       | Sabina Trooger     | Sharon Rivers       |
| Teyonah Parris    | Judith Hoersch     | Ernestine Rivers    |
| Colman Domingo    | Falilou Seck       | Joseph Rivers       |
| Ebony Obsidian    | Julia Kaufmann     | Adrienne Hunt       |
| Kaden Byrd        | Reza Chamlali      | Alonso jr.          |
| Brian Tyree Henry | Dennis Schmidt-Foß | Daniel Carty        |
| Michael Beach     | Michael Iwannek    | Frank               |
| Finn Wittrock     | Florian Hoffmann   | Hayward             |
| Dave Franco       | Rainer Fritzsche   | Levy                |
| Aunjanue Ellis    | Maud Ackermann     | Mrs. Hunt           |
| Ed Skrein         | Edwin Gellner      | Officer Bell        |
| Diego Luna        | Daniel Montoya     | Pedrocito           |
| Pedro Pascal      | Markus Pfeiffer    | Pietro Alvarez      |
| Dominique Thorne  | Damineh Hojat      | Sheila Hunt         |
| Emily Rios        | Iris Artajo        | Victoria Rogers     |